# Köylüoğlu, Eşme
Köylüoğlu là một xã thuộc huyện Eşme, tỉnh Uşak, Thổ Nhĩ Kỳ. Dân số thời điểm năm 2010 là 342 người.